# Straža (Chorwacja)
Straža – wieś w Chorwacji, w żupanii karlowackiej, w gminie Netretić. W 2011 roku liczyła 79 mieszkańców.